# Luc (Hautes-Pyrénées)
Luc ist eine französische Gemeinde mit 175 Einwohnern (Stand 1. Januar 2022) im Département Hautes-Pyrénées in der Region Okzitanien (vor 2016: Midi-Pyrénées). Sie gehört zum Arrondissement Tarbes und zum Kanton La Vallée de l’Arros et des Baïses.
Die Einwohner werden Lucais und Lucaises genannt.

## Geographie
Die Gemeinde Luc liegt im Norden der Landschaft Bigorre im Vorland der Pyrenäen, etwa zwölf Kilometer südöstlich der Départements-Hauptstadt Tarbes. Das 4,93 km² umfassende Gemeindegebiet liegt zwischen den Flusstälern von Arrêt im Osten und Arrêt-Darré im Westen.
Umgeben wird Luc von den sechs Nachbargemeinden:
|       | Oueilloux                                   | Oléac-Dessus |
| Hitte | Kompassrose, die auf Nachbargemeinden zeigt | Poumarous    |
|       | Orignac                                     | Cieutat      |

## Einwohnerentwicklung
Nach Beginn der Aufzeichnungen stieg die Einwohnerzahl bis zur zweiten Hälfte des 19. Jahrhunderts auf einen Höchststand von rund 525. In der Folgezeit sank die Größe der Gemeinde bei kurzen Erholungsphasen bis zur ersten Dekade des 21. Jahrhunderts auf ihren tiefsten Wert von rund 160 Einwohnern, bevor eine Wachstumsphase einsetzte.
| Jahr      | 1962 | 1968 | 1975 | 1982 | 1990 | 1999 | 2006 | 2011 | 2022 |
| --------- | ---- | ---- | ---- | ---- | ---- | ---- | ---- | ---- | ---- |
| Einwohner | 227  | 198  | 206  | 219  | 205  | 180  | 162  | 180  | 175  |

## Sehenswürdigkeiten
- Pfarrkirche Saint-Jean-l’Évangéliste. Die dem Evangelisten Johannes geweihte Kirche wurde im 18. Jahrhundert auf sehr alten Fundamenten errichtet. Das Langhaus birgt ein Haupt- und ein nördliches Seitenschiff, die durch drei Arkaden getrennt sind. Der Eingang befindet sich auf der Südseite, die Empore und der Glockenturm auf der Westseite. Der Glockenturm ist seit dem 9. März 1979  als Monument historique eingeschrieben.[4]

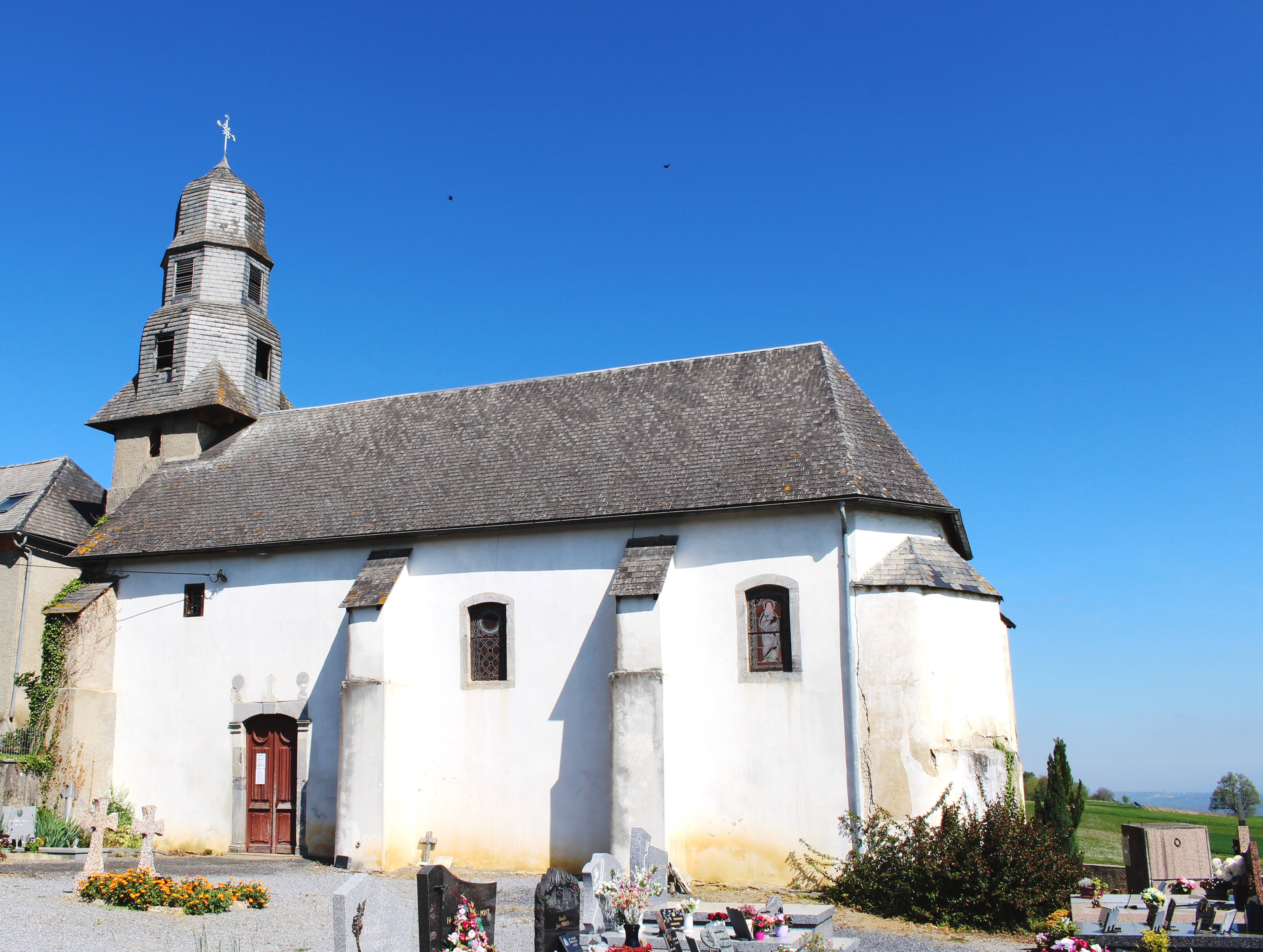
Pfarrkirche Saint-Jean-l’Évangéliste
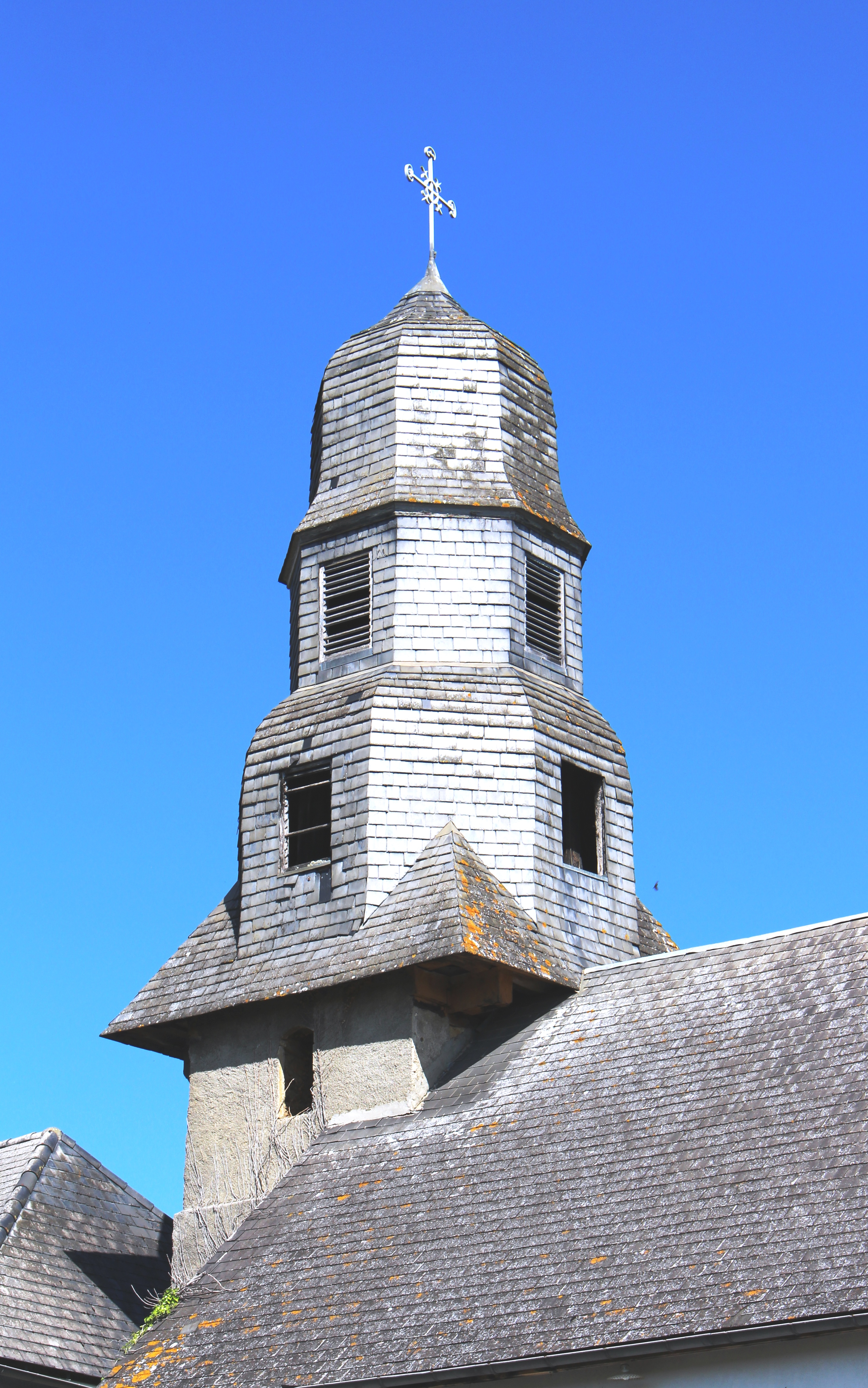
Glockenturm
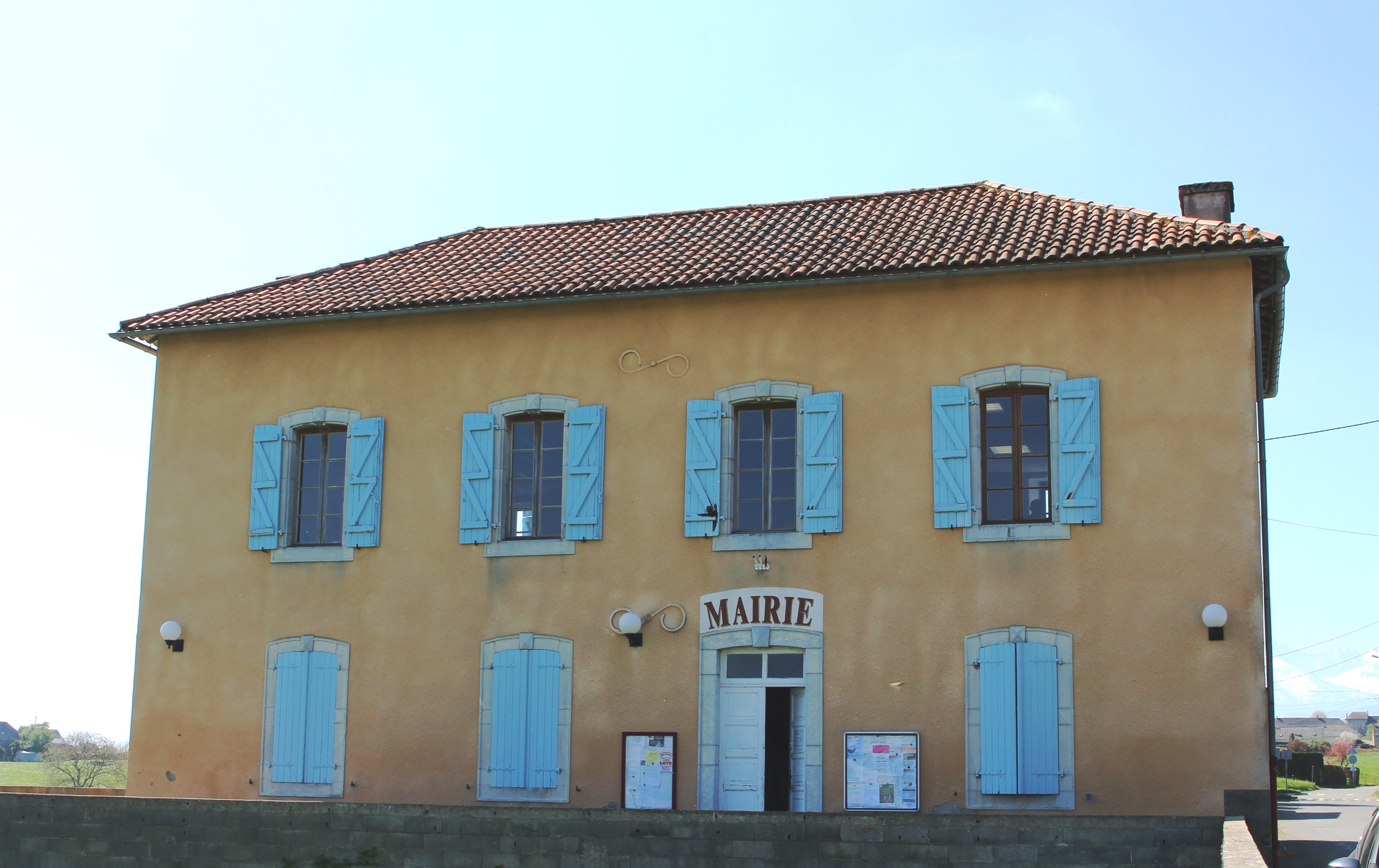
Mairie (Rathaus)

## Wirtschaft und Infrastruktur
Luc liegt in den Zonen AOC der Schweinerasse Porc noir de Bigorre und des Schinkens Jambon noir de Bigorre.

### Bildung
Die Gemeinde verfügt über eine öffentliche Grundschule mit 27 Schülerinnen und Schülern im Schuljahr 2019/2020.

### Verkehr
Luc wird von den Routes départementales 5 und 28 durchquert.